# Waldemar Kikolski
Waldemar Kikolski (Łapy, 21 ottobre 1967 – Třanovice, 1º maggio 2001) è stato un atleta paralimpico polacco ipovedente.

## Biografia
Waldemar Kikolski è nato a Łapy il 21 ottobre 1967. Si è laureato in educazione fisica in Polonia, quindi ha intrapreso gli studi di filosofia a Roma e, in seguito, a Parigi, ma la progressiva perdita della vista ha ostacolato questo percorso di studi.
Si è formato come atleta nella società Start Bialystok e ha partecipato a tre edizioni dei Giochi paralimpici estivi gareggiando nei 5000 metri piani, nei 10000 metri piani e nella maratona, ottenendo complessivamente sette medaglie. È stato anche più volte campione mondiale di maratona, nella sua classe di disabilità B2/T11.
L'atleta ha perso la vita il 1º maggio 2001, mentre viaggiava in pullman con una delegazione di altri paralimpici e accompagnatori che avevano partecipato a un evento sportivo in Italia. Nell'incidente, avvenuto in una località della Repubblica Ceca, sono morte altre otto persone e ci sono stati molti feriti gravi. Ai funerali di Kikolski, avvenuti l'8 maggio 2001, sono intervenute circa un migliaio di persone.
Waldemar Kikolski si dedicava attivamente all'aiuto e al recupero delle persone con disabilità. Nel 2004 gli è stata intitolata una scuola a Białystok, dove si educano bambini e ragazzi affetti da disabilità di natura intellettiva ed altre gravi problematiche. Alla sua memoria sono intitolati anche alcune maratone organizzate a Łapy, Varsavia e Białystok.

## Palmarès
| Anno | Manifestazione     | Sede       | Evento            | Risultato | Prestazione | Note |
| ---- | ------------------ | ---------- | ----------------- | --------- | ----------- | ---- |
| 1992 | Giochi paralimpici | Barcellona | 800 m piani B2    | Oro       | 1'56"11     |      |
| 1992 | Giochi paralimpici | Barcellona | 1500 m piani B2   | Argento   | 4'01"43     |      |
| 1992 | Giochi paralimpici | Barcellona | 5000 m piani B2   | Argento   | 15'20"44    |      |
| 1996 | Giochi paralimpici | Atlanta    | 5000 m piani T11  | Bronzo    | 15'33"56    |      |
| 1996 | Giochi paralimpici | Atlanta    | 10000 m piani T11 | Argento   | 33'00"78    |      |
| 1996 | Giochi paralimpici | Atlanta    | Maratona T11      | Oro       | 2h34'57"    |      |
| 2000 | Giochi paralimpici | Sydney     | 10000 m piani T12 | 4º        | 32'41"96    |      |
| 2000 | Giochi paralimpici | Sydney     | Maratona T12      | Oro       | 2h33'11"    |      |

## Altre competizioni internazionali
2001
- Oro ai campionati del mondo di maratona ( Nagano)[5]